# 馬永卿
馬永卿（?—?），字大年，自号懒真子，揚州（今屬江苏）人。
生卒年不詳。北宋徽宗大觀三年（1109年）進士及第。授永城主簿，當時司馬光弟子劉安世謫亳州，寓居永城，馬永卿以其舅父張桐之薦，從劉安世問學，退必記其論學之語。宣和三年爲江都丞，政和年間為淅川令、夏县令等职。又自稱嘗官關中。官终左朝散大夫。后流寓铅山。紹興六年尚在世。有《懶真子》五卷、《元城语录解》二卷传世。